# Шик Олександр Геннадійович
Олекса́ндр Генна́дійович Ши́к (нар. 1 липня 1981 — пом. 4 вересня 2014) — старший сержант Збройних сил України, учасник російсько-української війни.

## Життєпис
Народився 1981 року в місті Чернігів. Мама померла 2006 року, виростав з вітчимом. Закінчив чернігівську ЗОШ № 29. Працював будівельником, проживав у гуртожитку, неодружений, перебував у цивільному шлюбі.
Мобілізований у березні 2014-го, навідник-оператор танка 1-ї окремої гвардійської танкової бригади.
Загинув проти ночі 4 вересня близько 2-ї години — від осколкового ураження під час обстрілу з РСЗВ «Смерч» поблизу села Дмитрівка Новоайдарського району Луганської області; снаряд влучив у танк. За словами очевидців, обстріл вівся з території РФ.
Тоді ж загинули солдат Сергій Безгубченко, старший солдат Юрій Хуторний та солдат Володимир Ющенко, старший лейтенант 12-го батальйону «Київ» Олексій Ощепков. Осколок пробив Олександру легеню, лікар не зміг зарадити.
Похований з військовими почестями в місті Чернігів, кладовище «Яцево».

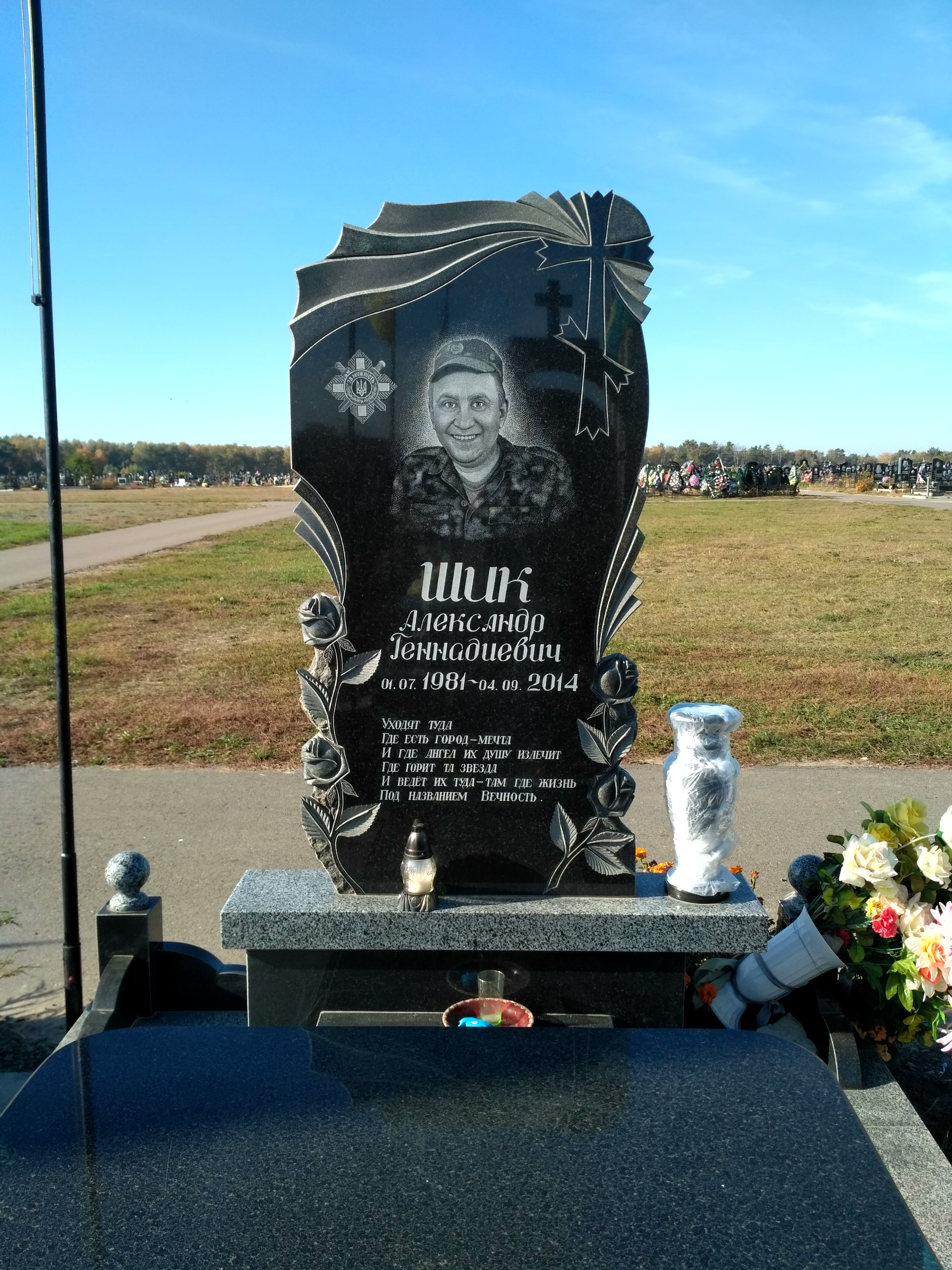
Могила Олександра Шика. Кладовище Яцево. Жовтень 2018

## Нагороди та вшанування
За особисту мужність і героїзм, виявлені у захисті державного суверенітету та територіальної цілісності України, вірність військовій присязі під час російсько-української війни, відзначений — нагороджений
- 15 травня 2015 року — орденом «За мужність» III ступеня (посмертно)[1]
- на будівлі Чернігівської ЗОШ № 29 встановлена меморіальна дошка пам'яті Олександра Шика
- Його портрет розміщений на меморіалі «Стіна пам'яті полеглих за Україну» в Києві: секція 4, ряд 9, місце 3
- Вшановується в меморіальному комплексі «Зала пам'яті», в щоденному ранковому церемоніалі 4 вересня[2]